# Mariager-Nørhald Provsti
Mariager-Nørhald Provsti var indtil 2007 et provsti i Århus Stift. Provstiet lå i de tidligere Mariager Kommune og Nørhald Kommune. I dag indgår sognene i Hobro-Mariager Provsti og Randers Nordre Provsti.
Mariager-Nørhald Provsti bestod af flg. sogne:
- Albæk Sogn
- Dalbyneder Sogn
- Dalbyover Sogn
- Enslev Sogn
- Falslev Sogn
- Gjerlev Sogn
- Hald Sogn
- Harridslev Sogn
- Hem Sogn
- Kastbjerg Sogn
- Kærby Sogn
- Linde Sogn
- Mariager Sogn
- Mellerup Sogn
- Råby Sogn
- Sem Sogn
- Støvring Sogn
- Svenstrup Sogn
- Sødring Sogn
- Tvede Sogn
- Udbyneder Sogn
- Vester Tørslev Sogn
- Vindblæs Sogn
- Øster Tørslev Sogn